# 阿韦利诺波利斯
阿韦利诺波利斯是巴西戈亚斯州的一个市镇。总面积164.04平方公里，总人口2633人，人口密度16.1人/平方公里。